# Danièle Dubroux
Pour les articles homonymes, voir Dubroux.
Danièle Dubroux, née le 4 septembre 1947 à Paris 15e, est une réalisatrice, scénariste et actrice française.

## Biographie
Danièle Dubroux a un parcours atypique dans le cinéma français puisqu'il y a relativement peu de cinéastes, et encore moins de femmes, ayant fait de la critique avant de faire des longs métrages.

### Formation et débuts
Née en 1947 à Paris, Danièle Dubroux, à ses débuts, exerce des petits boulots tout en fréquentant le monde du cinéma. Elle étudie les lettres à l'université de Vincennes, où elle fait connaissance d'un groupe de cinéphiles. Elle coréalise, avec ce groupe, dit Groupe Cinéma de Vincennes, son premier film en 1975, un documentaire sur la Palestine, L'Olivier. 
Donnant des cours d'alphabétisation à des travailleurs immigrés dans des foyers Sonacotra, elle relate cette expérience dans un court métrage, Les Deux Élèves préférés du professeur Francine Brouda, qu'elle peut tourner grâce au prix en pellicule que le film L'Olivier a remporté à Carthage.

### Critique et cinéaste
Elle devient rédactrice aux Cahiers du cinéma à partir de 1975 jusqu'en 1984, au moment où la revue est dirigée par Serge Daney puis Serge Toubiana. 
À la suite d'un projet collectif franco-allemand, Les Filles héréditaires (1982), elle obtient pour sa participation à ce film collectif (le court métrage Sœur Anne ne vois-tu rien venir ?), une prime, avec laquelle elle entreprend son premier long métrage, Les Amants terribles,, qu'elle tourne à Rome, recevant aussi une aide technique du producteur Paulo Branco. Celui-ci produira ensuite trois films de la réalisatrice : Border Line, Le Journal du séducteur et L'Examen de minuit.
Ses films sont très marqués par la psychanalyse (discipline qu'elle a étudiée par intérêt sans vouloir en faire son métier), ainsi Border Line et Le Journal du séducteur (inspiré du livre homonyme du philosophe danois Søren Kierkegaard).
Danièle Dubroux a cette singularité de jouer dans presque tous ses propres films, tout en n'étant pas une actrice professionnelle. C'est, raconte-t-elle, Serge Daney qui le lui a conseillé.
Parallèlement à son travail comme réalisatrice, elle enseigne le cinéma.
En 2000, le festival international du film de La Rochelle lui rend hommage.

### Prise de position
En 1997, elle est signataire du « Manifeste des 66 », qui dénonce les lois Pasqua-Debré (66 cinéastes appellent à la désobéissance et lancent un mouvement civique de soutien aux sans-papiers).

## Filmographie
Danièle Dubroux a participé à deux projets collectifs :
- L'Olivier, film collectif réalisé par le Groupe Cinéma Vincennes, groupe dont faisaient partie Ali Akika, Guy Chapoullie, Serge Le Péron, Jean Narboni, Dominique Villain et Danièle Dubroux.
- Die Erbtöchter, film franco-allemand composé de six fragments réalisés par six réalisatrices : 3 de nationalité allemande (Helma Sanders-Brahms, Jutta Brückner et Ula Stöckl), 3 de nationalité française (Viviane Berthommier, Marie-Christine Questerbert, Danièle Dubroux). Le projet, proposé à la ZDF, s'appelait Les Filles héréditaires, et se voulait un échange de regard de femmes réalisatrices nées après-guerre. D. Dubroux est l'auteur du cinquième volet, Sœur Anne ne vois-tu rien venir ?.

Depuis 2004, elle s'est vu refuser l'avance sur recettes pour différents scénarios : elle déplore l'évolution de ce système qui « a perdu sa vocation première » d'aider les auteurs.

### Réalisatrice

#### Courts métrages
- 1978 : Les Deux Élèves préférés du professeur Francine Brouda
- 1982 : Sœur Anne ne vois-tu rien venir ?, épisode du film collectif Die Erbtöchter

#### Longs métrages
- 1976 : L’Olivier, coréalisation avec le Groupe Cinéma Vincennes
- 1984 : Les Amants terribles, coréalisé avec Stavros Kaplanidis
- 1987 : La Petite Allumeuse
- 1992 : Border Line
- 1996 : Le Journal du séducteur
- 1998 : L'Examen de minuit
- 2004 : Éros thérapie

### Scénariste
Collaboration aux films suivants : 
- 1998 : … Comme elle respire de Pierre Salvadori (scénario)
- 2000 : La Chambre obscure de Marie-Christine Questerbert (scénario)
- 2003 : Après vous de Pierre Salvadori (auteur de l'idée du scénario)

### Actrice
- 1980 : Cauchemar de Noël Simsolo
- 1984 : Laisse béton de Serge Le Péron
- 1998 : L'École de la chair de Benoît Jacquot

Ainsi que dans la plupart de ses propres films :
- 1978 : Les Deux Élèves préférés du professeur Francine Brouda
- 1982 : Sœur Anne ne vois-tu rien venir ?
- 1984 : Les Amants terribles
- 1992 : Border Line
- 1996 : Le Journal du séducteur
- 1998 : L'Examen de minuit

### Sur Danièle Dubroux
- Texte de Gérard Lefort sur le site du festival de La Rochelle

### Entretiens
- Cahiers du cinéma :
  - no 452, février 1992
  - no 500, mars 1996
- Le Magazine littéraire, no 463,  avril 2007
- Avec Jean Roy pour le journal L'Humanité, 1er avril 1992
- Avec Michèle Levieux pour le journal L'Humanité, 24 juin 2000
- Avec Pascal Richou et Danièle Dubroux, co-scénaristes du film Eros thérapie, sur le site de la revue Chronicart, juillet 2004
- À propos de Eros thérapie, sur le site cinémotions.com